# Síntesis de péptidos de Bergmann
La síntesis de péptidos de Bergmann es un proceso clásico de síntesis orgánica para la preparación de dipéptidos. En presencia de una base, los péptidos se forman por aminólisis de N-carboxianhídridos azalactónicos de un  aminoácido con otro aminoácido (1).
| [ 2 ] | \| \| \| \| \| \| \| \| | (1) |
|       |                         |     |
|       |                         |     |

Esta reacción fue modificada posteriormente por Bailey.
El péptido resultante se protege con ésteres de cloroformato de bencilo con el fin de mantener intactos los grupos amino(2).
| {\displaystyle {\begin{matrix}{}\\{\ce {{C6H5CH2OCOCl}+H2N{\underset {\| \atop \displaystyle R}{C}}HCOOR'->[{\ce {NaOH}}^{*};\;0-20^{\circ }{\ce {C}}][({\ce {H2O}})]C6H5CH2OCOH{\underset {\| \atop \displaystyle R}{C}}HCOOR'}}\\{}\\*\ {\ce {{CHCl}+(C2H5)3N,{CH3COOC2H5}+MgO,{CHCl3}+{H2O}+Na2CO3}}\end{matrix}}} | \| \| \| \| \| \| \| \| | (2) |
| |                         |     |
| |                         |     |

Así se evita que el grupo amino se una a otras moléculas.
El paso final es la ciclización del N-haloacilaminoácido con anhídrido acético. Esto formará una oxazol-5(4H)-ona (azlactona). (3).
|  | \| \| \| \| \| \| \| \| | (3) |
|  |                         |     |
|  |                         |     |

La reacción con un segundo aminoácido permite que el anillo se abra, formando posteriormente un dipéptido insaturado acilado. 
La hidrogenación catalítica y la hidrólisis se llevan a cabo para producir el péptido correspondiente(4).